# 重子声学振荡
重子聲學振盪（BAO，baryon acoustic oscillations）是宇宙學在宇宙可見的重子物質（正常物質）密度的波動，是由早期宇宙原初電漿中的聲學密度波引起的。正如超新星為天文觀測提供標準燭光 一樣，BAO物質團簇為宇宙學中的長度尺度提供了一個標準尺。 
這把標準尺的長度是由聲波在原初電漿中傳播的最大距離來確定的。在電漿冷卻到中性原子（復合時代），這鎖住了電漿密度波的擴展，凍結在適當的位置。這把標準尺的長度（在現在的宇宙〜4.9億光年）可以通過天文量測觀察物質的大尺度結構來測量。BAO量測有助於宇宙學家約制宇宙學參數，對導致宇宙加速膨脹的暗能量能有更多瞭解。

## 早期宇宙
早期宇宙是由炙熱、緻密的電子和重子（質子和中子）組成的電漿。在這個宇宙中旅行的光子（光粒子）基上是被困住的，在通過湯姆森散射與電漿作用之前，它們無法傳播任何足夠長的距離。當宇宙膨脹時，電漿冷卻到3,000K以下，這是一個足夠低的能量，以至於電漿中的電子和質子可以結合形成電中性的氫原子。這種重組發生在宇宙大約37.9萬年時，或者在z = 1089的紅移時。光子與中性物質的相互作用要小得多，因此從重組開始後，宇宙對光子變得透明，允許光子與物質分離，並在宇宙中自由流動。從技術上來說，光子的平均自由程成了宇宙大小的尺度。宇宙微波背景（CMB）輻射是復合（重組）後發出的光，現在才到達我們的望遠鏡。因此，以威爾金森微波各向異性探測器（WMAP）的數據為例，人們基本上是看見的是回顧宇宙只有37.9萬年歷史時的影像。

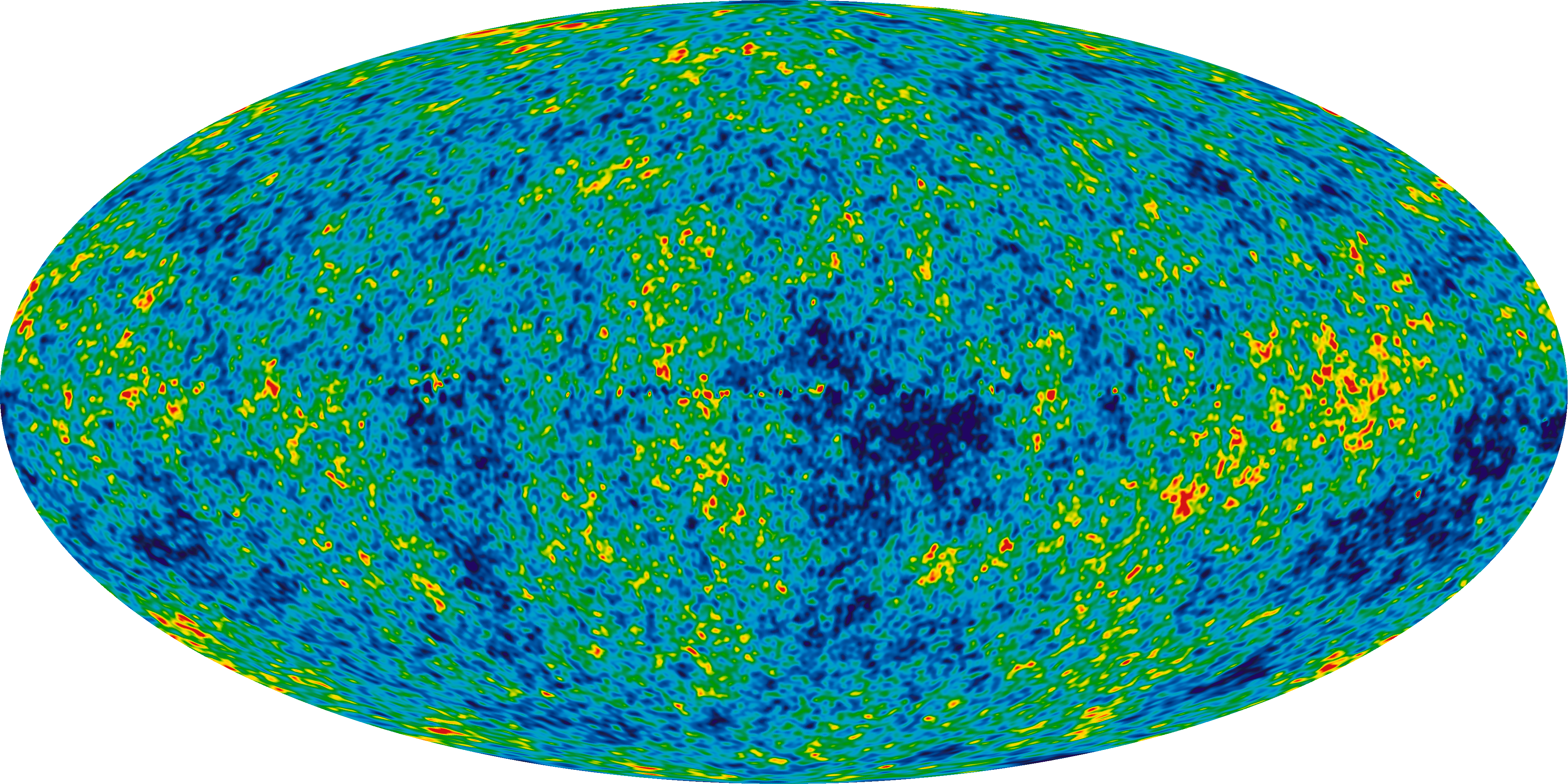
圖1：基於WMAP9年的數據，呈現CMB溫度的各向異性（2012年）。

WMAP表示（圖1）宇宙密度是平滑、各向同性，只有百萬分之10的各向異性。然而，現在的宇宙中存在著巨大的大尺度結構和密度波動。例如，星系的密度是宇宙平均密度的100萬倍。現時的看法是，宇宙是由下而上的管道建造的，這意味著早期宇宙微小的各向異性充當了今天觀測到結構的種子。密度較大的區域吸引更多的物質，而低密度區域吸引的物質較少。因此這些微小的各向異性，如CMB所示，成為今天宇宙中的大尺度結構。

## 宇宙聲音
想像一下超密度的原初電漿區域。當這個超密度區域的引力吸引物質向它靠近時，光子-物質交互作用釋放的熱量產生大量向外的壓力。這些引力和壓力的反作用力產生了振盪，類似於氣壓差在空氣中產生的聲波 。
這個超密度區域包含暗物質、重子和光子。這種壓力導致重子和光子以略高於光速一半速度移動的球形聲波從超密度區向外傳播。暗物質只與引力相互作用，所以它留在聲波的中心，也就是超密度的起源處。在退耦之前，光子和重子一起向外移動。退耦後，光子不再與重子物質相互作用，它們擴散開來，釋放了重子系統的壓力。在所有這些代表不同聲波波長的殼層中，共振殼層對應於第一層。因為在退耦之前，對於所有的超密度區，共振殼層的傳播距離（半徑）都是相同的。這個半徑通常稱為聲視界。在沒有光子-重子壓力驅動超密度區的情況下，只有引力驅動剩餘的重子向外。因此，重子和暗物質（留在擾動中心）形成了一個結構，各向異性初始位置的超密度物質和在聲視界殼層中的物質都包含在其中。
這種各向異性最終變成物質密度的波紋，形成了星系。因此，人們期望觀察到更多被聲視界分開，而不是其它長度尺度分開的成對星系。這種特殊的物質結構發生在早期宇宙的每一個各向異性中，因此宇宙不是由一個聲波漣漪組成，而是由許多重疊的漣漪。想像一下子將一把鵝卵石扔進池塘，然後觀察水中產生漣漪的圖像做為模擬。在聲視界尺度上，我們不可能用肉眼觀察到星系間呈現這種分離的狀態，但我們可以通過觀察大量星系的分離，藉由統計來量測這種偽影。

## 標準尺
早期宇宙中重子波傳播的物理原理相當簡單。 因此，宇宙學家可以預測復合時聲視界的大小。 此外，宇宙微波背景(CMB) 也提供了這種規模的高精度測量。 然而，從復合到今天，宇宙一直在膨脹。 這種擴展得到了觀測的充分支持，並且是大爆炸模型的基礎之一。1990年代末，對超新星的觀測確定宇宙不僅在膨脹，而且膨脹速度還在加快。 更好地理解宇宙加速或暗能量已成為當今宇宙學中最重要的問題之一。 為了了解暗能量的本質，擁有多種測量加速度的方法非常重要。 重子声学振荡可以透過比較今天的聲層觀測（使用星系聚類）與復合時的聲層觀測（使用宇宙微波背景）來豐富有關這種加速的知識體系。 因此，重子声学振荡提供了一個測量棒，可以更好地了解加速度的性質，完全獨立於超新星技術。

## 史隆數位巡天中的重子声学振荡訊號
史隆數位巡天 (SDSS) 是一項重要的多光譜成像和光譜紅移調查，使用新墨西哥州阿帕契點天文台(APO)的專用2.5米廣角SDSS光學望遠鏡。 這項為期五年的調查的目標是拍攝數百萬個天體的影像和光譜。 編譯 SDSS 資料的結果是附近宇宙中物體的三維圖：SDSS 目錄。 SDSS 目錄提供了宇宙足夠大部分中物質分佈的圖片，人們可以透過注意是否存在統計上顯著過量的由預測的聲視界距離分隔的星系來搜尋重子声学振荡訊號。
史隆數位巡天團隊觀察了46,748 個發光紅色星系 (LRG) 的樣本，覆蓋超過 3,816 平方度的天空（直徑約 50 億光年），紅移為z = 0.47。 他們透過計算數據的兩點相關函數來分析這些星系的聚類。 相關函數 (ξ) 是同動星系間隔距離 (s) 的函數，描述了一個星系在另一個星系給定距離內被發現的機率。  人們預計，在小間隔距離處，星系的相關性較高（由於星系形成的塊狀性質），而在大間隔距離處，星系的相關性較低。 BAO 訊號將顯示為相關函數中的一個凸起，其同動間隔等於聲層。 此訊號由SDSS團隊於2005年偵測到。 SDSS 證實了 WMAP 結果，即當今宇宙中的聲視界約為 ~150 Mpc。

## 外部連結
- Martin White's Baryon Acoustic Oscillations and Dark Energy Web Page （页面存档备份，存于）
- （页面存档备份，存于）
- Review of Baryon Acoustic Oscillations （页面存档备份，存于）
- SDSS BAO Press Release （页面存档备份，存于）